# Agente Stone
Agente Stone (título original en inglés: Heart of Stone) es una película de suspense y acción de espías estadounidense de 2023 dirigida por Tom Harper a partir de un guion de Greg Rucka y Allison Schroeder y una historia de Rucka. La película está protagonizada por Gal Gadot, Jamie Dornan, Alia Bhatt, Sophie Okonedo y Matthias Schweighöfer.
Para proteger al misterioso MacGuffin conocido como "El Corazón", la agente de inteligencia internacional Rachel Stone debe embarcarse en una misión peligrosa. Para evitar que el objeto caiga en manos de los enemigos, Stone está a cargo de la operación de mantenimiento de la paz conocida como la Carta.
Cuando Gadot firmó como protagonista en diciembre de 2020, el desarrollo comenzó. El mes siguiente, se anunció que Harper y Netflix actuarían como director y distribuidor respectivamente, y a principios de 2022 se confirmó el resto del elenco. De enero a julio de ese año se llevó a cabo el rodaje en Europa.
Heart of Stone se estrenó en Netflix el 11 de agosto de 2023 con críticas mixtas de los críticos.

## Argumento
Mulvaney es el objetivo de un equipo del MI6 en los Alpes italianos para extraer activos potenciales. Para estar lo suficientemente cerca como para piratear la clave de cifrado de seguridad, Bailey y Rachel Stone, quienes están oficialmente en el equipo de soporte técnico, se dirigen al casino del albergue de esquí.
Stone juega una mano de blackjack para mantener su tapadera mientras está en el casino y luego aparentemente desaparece. Parker y Yang, los agentes de campo, llegan al área de juego restringida, donde su guardaespaldas frustra su plan de inyectar a Mulvaney un ataque al corazón. Parker, por otro lado, puede separarlo y transportarlo en un teleférico.
Mientras tanto, Stone hace un esfuerzo por mantener el MI6 en funcionamiento sin ella. Para ayudar al equipo del MI6 de incógnito, se reconecta con Charta, una organización secreta de mantenimiento de la paz. Jack guía a Stone para que pueda adelantarse al automóvil con la esperanza de evitar que el equipo de seguridad de Mulvaney elimine a Parker. Ella saca a seis miembros del equipo de seguridad y esconde los cuerpos. Pero antes de que puedan detenerlo, Mulvaney toma cianuro.
De vuelta en Londres, el equipo del MI6 es reprendido por estropear el trabajo. Más tarde esa noche, mientras el equipo se relaja, especulan sobre el rumoreado Charta.
Stone se dirige a la sede de Charta, donde el líder Nómada le hace una crítica a sus acciones. Le informaron que ella y el equipo del MI6 están buscando a Keya, una joven hacker inteligente, en Lisboa porque es probable que vaya allí. Varios individuos los emboscan en ese lugar. A pesar de que se le ofrece una opción de escape, Stone decide quedarse y proteger a su equipo del MI6. Stone consigue salvar a sus compañeros, y luego les cuenta que pertenece a la Carta, solo para que Parker mate a los demás miembros del equipo, descubriendo su tapadera y revelando que trabaja con Keya. 
Parker revela que Keya estaba colaborando con él en los Alpes con el fin de asesinar a Mulvaney y obtener información acerca de un superordenador llamado el Corazón. Después de averiguar que la Carta controlaba el corazón y se habían infiltrado en el MI6, el también se infiltró y ejerció presión sobre el equipo hasta que Stone se reveló. Después de revelar su plan, Parker envenena y paraliza a Stone, luego incrusta un dispositivo en su brazo que, una vez que esté en sus instalaciones, puede infiltrarse en la Carta, y abandona la zona, no sin antes afirmarle de corazón que le encantó trabajar con ella.
Tan pronto como puede, el equipo de campo de la Carta recupera a Stone, la lleva a la sede de corazones y extrae un dispositivo que Parker había incrustado en su brazo para piratear el corazón. Afortunadamente, Jack confirma que el caballo de Troya se detuvo a tiempo, y el casillero que lo protege está a 85,000 pies de altura.
Aunque Nómada saca a Stone del caso, ésta contacta a Keya para decirle que tuvo razón al afirmar que esto no era un juego y que lamentaría la muerte de sus amigos, ya que la encontraría con o sin el corazón.
La Carta busca evitar que el objeto caiga en manos de los enemigos. El corazón es robado por Parker y Keya, solo para que Stone intervenga y trate de detenerlos, pero no puede evitar que se lleve Parker el corazón. Stone y Keya caen en el desierto desde un helicóptero y Keya dice que solo ella puede abrir el corazón porque su biometría lo ha bloqueado. Una aparentemente inofensiva ciudadana local lleva a Stone y Keya sin saberlo a una emboscada, pero Stone huye de los hombres de Parker y vuela a Islandia con ayuda del 6 de Corazones, donde Parker ya está matando a los miembros fundadores de la Carta con el corazón, ya conectado. Keya expresa su desacuerdo y sin que Parker lo note,  desactiva el corazón con un programa y le da sus coordenadas a Stone. Después de una secuencia de pelea, Keya y Stone vencen a Parker y activan el corazón a tiempo para salvar la vida del equipo de corazones. 
Al final, se muestra a Stone liderando al equipo del comodín, con Keya y la jota de corazones como compañeros.

## Elenco
- Gal Gadot como Rachel Stone
- Jamie Dornan como Parker[3]
- Alia Bhatt como Keya Dhawan
- Sophie Okonedo como Nomad[4]
- Jing Lusi como Yang[5]
- Paul Ready como Bailey[4]
- Jon Kortajarena como el rubio[6]
- Archie Madekwe como Ivo[6]
- Matthias Schweighöfer como jota de corazones[7]
- BD Wong como rey de tréboles
- Glenn Close como reina de diamantes
- Mark Ivanir como rey de picas

## Producción
Se anunció en diciembre de 2020 que Gal Gadot había firmado para protagonizar la película. Se espera que sea el inicio de una serie de películas similares a Misión: Imposible. Tom Harper participaba en conversaciones para asumir el cargo de director.  Harper se anunció en enero de 2021 y Netflix compró los derechos de distribución de la película. Jamie Dornan fue elegido para interpretar a Gadot en el papel principal en febrero de 2022.  En marzo, Alia Bhatt, Sophie Okonedo, Matthias Schweighöfer, Jing Lusi y Paul Ready se unieron al reparto.
La fotografía principal comenzó en el Alpin Arena Senales (Tirol del Sur) el 26 de enero de 2022, y siguió en Londres el 8 de marzo de 2022. El segundo programa de filmación tuvo lugar en Reykjavík, Islandia el mes siguiente, después de lo cual la producción se trasladó de nuevo a Londres en mayo, para el siguiente programa. El cuarto horario tuvo lugar en Lisboa, Portugal. La filmación terminó el 28 de julio de 2022.
Heart of Stone fue lanzado por Netflix el 11 de agosto de 2023.

## Recepción
En Rotten Tomatoes, el 28% de las 68 reseñas de críticos son positivas, con una puntuación media de 4,9/10. El consenso de la web es el siguiente: "Gal Gadot sigue siendo una entretenida estrella de acción, pero no está a la altura de los personajes de Heart of Stone, de su trama genérica y de sus rutinarias escenas".